# Annie Jump Cannon
Pour les articles homonymes, voir Cannon.
Annie Jump Cannon, née le 11 décembre 1863 à Dover (Delaware) et morte le 13 avril 1941 à Cambridge (Massachusetts), est une astronome américaine. Elle est connue comme étant la principale autrice de la classification de Harvard, première contribution fondamentale à la classification des étoiles en fonction de leurs températures et de leurs types spectraux. Elle était suffragette et membre du National Woman's Party.

## Biographie

### Enfance et famille
Annie Jump Cannon est née dans le Delaware (États-Unis), à Dover, le 11 décembre 1863,. Elle est la fille de Wilson Lee Cannon et Mary Elizabeth Jump Cannon. Son père est constructeur de bateaux et sénateur du Delaware. Sa mère l'initie notamment à l'astronomie, et l'encourage, en dépit des conventions de l'époque, à étudier les mathématiques et la physique.

### Jeunesse et formation
Elle étudie au Wellesley College (situé dans la ville de Wellesley, proche de Boston, dans l'État du Massachusetts) et est diplômée en physique et en astronomie en 1884,. Elle étudie avec Sarah Frances Whiting, l'une des rares physiciennes des États-Unis à l'époque, et, major de sa classe, devient une Valedictorian du Wellesley College. Elle est également l'une des premières femmes du Delaware à entrer dans ce type d'établissement d'enseignement supérieur.
Elle retourne enseigner dans son Delaware natal et devient experte en photographie, une discipline alors toute récente, et voyage en Europe pour prendre des photos. Ses articles et ses photos d’Espagne sont publiées dans la brochure intitulée In the Footsteps of Columbus, publiée par la Blair Company et distribuée à l'Exposition universelle de 1893 à Chicago. Elle travaille dans la photographie durant neuf années.

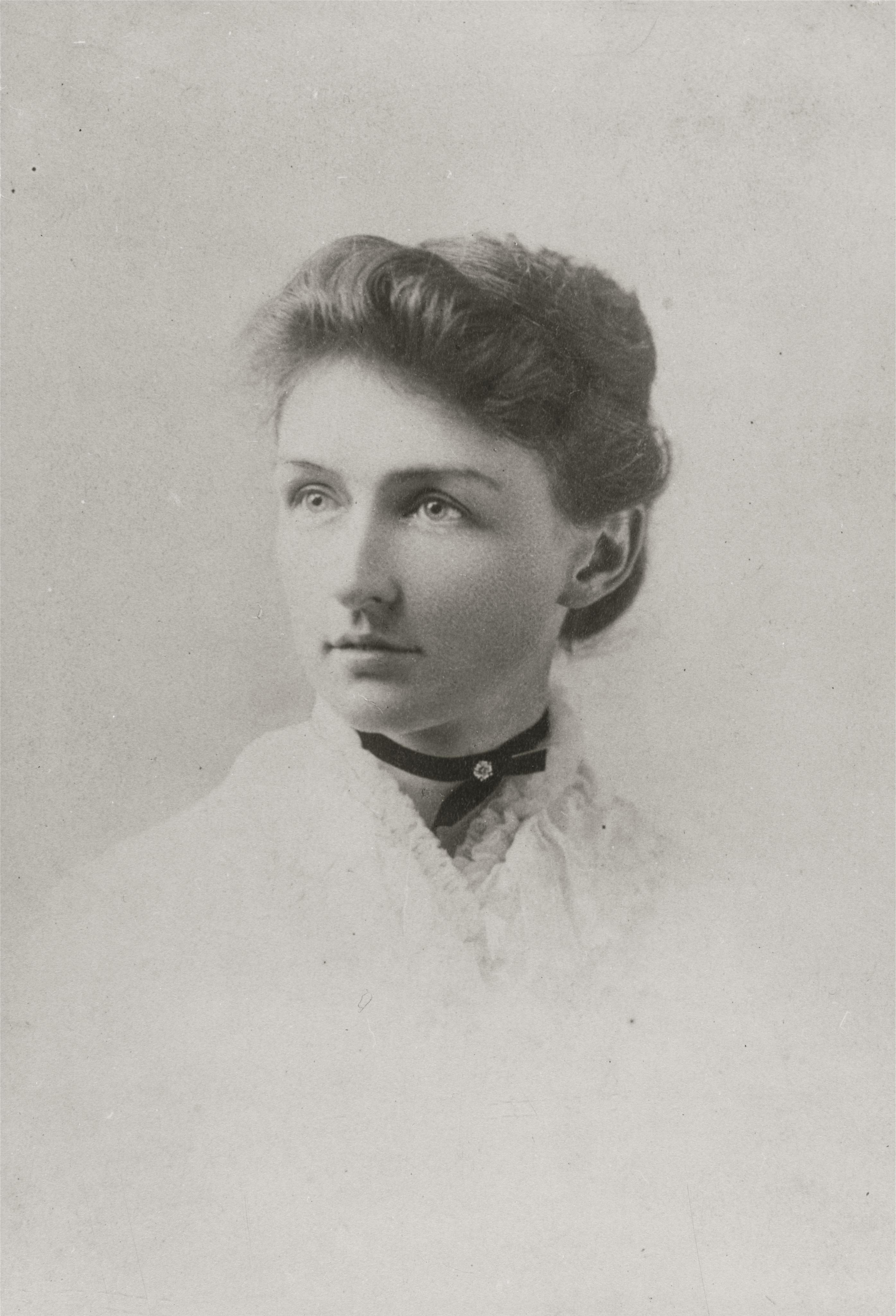
Portrait d'Annie Jump Cannon, vers 1895-1897.

Après la mort de sa mère en 1894, Annie Jump Cannon, devenue presque sourde en raison d'une atteinte de scarlatine l'année précédente,, se cherche une autre voie. Son ancienne professeure au Wellesley College, Sarah Frances Whiting, l'embauche comme professeure de physique junior dans ce collège. Cela lui permet de pourvoir suivre des études supérieures en mathématiques, physique et en astronomie,. C'est en tant qu'étudiante spéciale qu'elle s'inscrit ensuite au Radcliffe College,, en 1895, afin d'avoir accès à un meilleur télescope et de continuer ses études d'astronomie. La proximité de cet établissement avec le Harvard College permet à Annie Jump Cannon d'accéder à l'Observatoire de l'université Harvard (créé en 1839) et, en 1896, l'astronome et nouveau directeur élu de l'observatoire, Edward Charles Pickering, l'embauche comme assistante à l'observatoire,,,,, parmi une équipe de calculatrices. Elle finit ses études en 1907 et reçoit un diplôme du Wellesley College.

### Carrière scientifique
Tout au long de sa carrière scientifique, Annie Jump Cannon est malentendante et perd progressivement davantage l'audition. Malgré sa faible audition, en 1896, elle participe aux premières expériences sur les rayons X dans son pays.

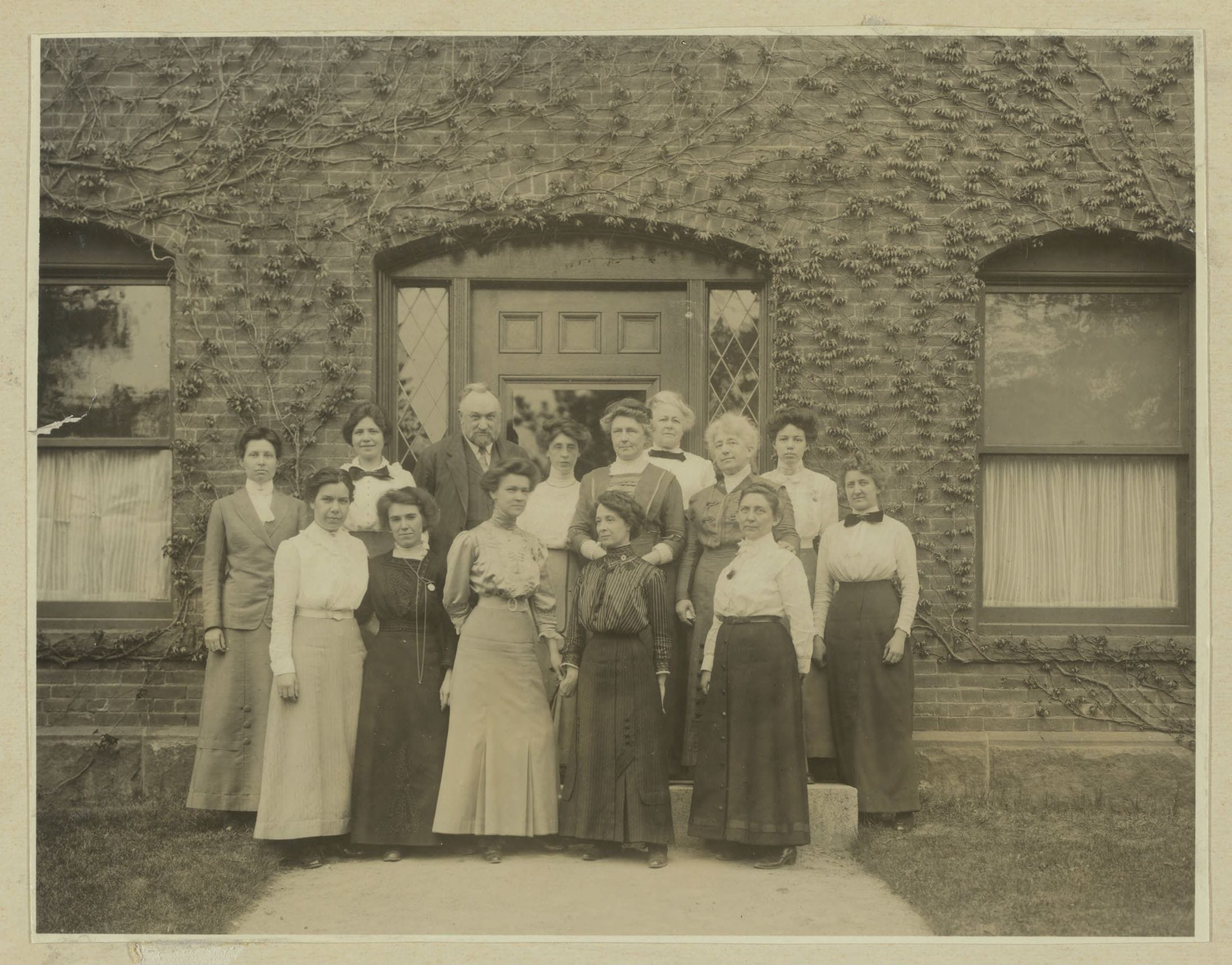
Photographie des Harvard Computers le 13 mai 1913. Rang arrière, de gauche à droite : Margaret Harwood (extrémité gauche), Mollie O'Reilly, Edward C. Pickering, Edith Gill, Annie Jump Cannon, Evelyn Leland (derrière Cannon), Florence Cushman, Marion Whyte (derrière Cushman), Grace Brooks ; rang devant : Arville Walker, inconnue (peut-être Johanna Mackie), Alta Carpenter, Mabel Gill, Ida Woods.

Le Harvard College Observatory (Observatoire de l'université Harvard), créé en 1839 par l'université, a parmi ses objectifs depuis 1885 celui d'observer l'intégralité du ciel nocturne. Pour ce faire, il compte son observatoire principal à Cambridge (Massachusetts) ainsi qu'un autre à Arequipa au Pérou — dans l'hémisphère sud du globe terrestre. Il produit ainsi, sur des décennies, plus de 500 000 photographies sur plaques de verre du ciel nocturne. Les enregistrements des observations à l'époque de Pickering et Cannon sont conservées avec des photographies sur plaques de verre et dans des carnets de notes. 
Dès 1875, Edward Charles Pickering, le directeur du Harvard College Observatory, embauche une première femme en tant que calculatrice pour l'Observatoire ; au début du XXe siècle, il engage de nombreuses femmes pour ce rôle afin d'effectuer les opérations complexes de réduction de données,. Ces données sont issues des nuits d'observation du ciel étoilé au sein de l'Observatoire. Les calculatrices sont souvent payées entre 50 cents et 1 dollar de l'heure, (ou 25 cents), moins que leurs collègues masculins ayant les mêmes qualifications qu'elles et qui ont la possibilité de davantage d'observations du ciel à travers les télescopes. Ces femmes, qui sont d'abord cantonnées à des rôles secondaires — par la société de l'époque, comprenant Harvard et Pickering également — deviendront pour certaines d'entre elles des membres honorables de la communauté astronomique ; Annie Jump Cannon en est l'une des plus célèbres. 
Une partie des photographies de la fin du XIXe siècle sont prises avec l'intermédiaire d'un prisme attaché au télescope par Williamina Fleming, première femme à être entrée comme calculatrice dans l'Observatoire et ayant progressé dans les responsabilités qui lui sont données. Le dispositif avec le prisme permettait d'étudier le spectre lumineux transmis par les étoiles et donne par la même occasion des informations concernant la température et la composition de celles-ci. Fleming crée une première méthode de classification des étoiles (système Pickering-Fleming, nommant des catégories avec les lettres de l'alphabet de A à Q) en utilisant la quantité d'hydrogène évaluée en fonction du spectre lumineux, ; elle classe ainsi 59 nébuleuses et plus de 10 000 étoiles, dont environ 310 étoiles variables et une dizaine de novas. Ces premiers travaux de fleming sont publiés en 1890 dans le Draper Catalogue of Stellar Spectra de l'Observatoire. Arrivée en 1888 dans l'Observatoire, Antonia Maury (1866-1952), qui devait améliorer le système de Fleming crée au contraire son propre système de classification, ; elle quitte le laboratoire quelques années après, mais son système contribue au futur diagramme de Hertzsprung-Russell. 
Au sein de l'Observatoire, Annie Jump Cannon travaille avec différentes femmes scientifiques. C'est le cas avec l'astronome Henrietta Swan Leavitt (1868-1921), dont les travaux sur les étoiles variables permettent de fournir les éléments pour le calcul de la distance entre notre galaxie et d'autres par les astronomes (la loi de Leavitt établit une relation mathématique entre la période et la luminosité des étoiles variables, elle est encore utilisée au XXIe siècle,) ; mais aussi avec l'astronome Cecilia Payne-Gaposchkin (1900-1979) qui découvre de quoi est fait le Soleil. Il en va aussi ainsi avec l'astronome Antonia Maury, qui publie le premier catalogue de types spectraux des étoiles et découvre la première preuve spectrale témoignant de l'existence d'une étoile binaire. 
Sur les photographies du ciel prises par l'Observatoire, Annie Jump Cannon découvre plus de 300 étoiles variables ; nombre d'entre elles sont détectées grâce à leurs caractéristiques spectrales. 
Annie Jump Cannon fait partie d'une équipe de calculatrices chargées de terminer un catalogue des étoiles entamé par Henry Draper  — avec des travaux comprenant l'enregistrement, la classification et la catalogage de celles-ci jusqu'à la magnitude 9 — et d'établir une cartographie du ciel. Avec ses deux collègues Williamina Fleming et Antonia Maury, elles se livrent à un concours interne pour établir la meilleure méthode de classement possible. Chacune des trois propose une méthode différente. Finalement, Annie Jump Cannon élargit sa méthode en s'appuyant sur les travaux de ses deux collègues,, Elle développe un système de classification des différents types de spectres qui est à la base de la classification de Harvard et est toujours utilisé pour désigner les types spectraux des étoiles. Cette classification, décrite dès 1900, est légèrement modifiée en 1912.
En 1901, Annie Jump Cannon publie la description de 1 122 des étoiles les plus brillantes, suite à 5 années de travail. Pour cette publication, elle simplifie le système de Fleming en conservant les classes O, B, A, F, G, K et M, et en utilisant les lettres P et Q pour certains astres. Elle divise également chaque classe en dix sous-parties, nommées de 0 à 9. Par exemple, notre Soleil est dans le type de spectre G2. Rapidement, la classification de Cannon est remarquée comme classant les étoiles en fonction de leur température, ce qui mène à l'adoption de ce système comme universel peu après.
En 1911, prenant la suite de Fleming, elle devient commissaire d'exposition concernant les photographies de l'Observatoire de l'université de Harvard,.
À Harvard, elle devient bientôt une experte mondiale en classification des étoiles grâce à sa mémoire visuelle, sa patience et son organisation. En effet, entre 1911 et 1915, elle classe environ 5 000 étoiles par mois[réf. souhaitée]. Pour maintenir un tel rythme de 3 secondes par étoile, elle examine les plaques photographiques et identifie le type spectral de chaque étoile jusqu'à la magnitude 9. Elle dicte sous forme de code alphabétique à un assistant, qui consigne la valeur dans un carnet.
De 1912 à 1919, elle est secrétaire de l'American Astronomical Society (AAS).
En 1914, elle est élue membre honoraire de la Royal Astronomical Society du Royaume-Uni, à une époque où les femmes ne pouvaient pas en devenir membres réguliers.
Le fruit de son travail est rassemblé sous la forme du catalogue Henry Draper publié entre 1918 et 1924,, et dont elle dirige la publication après la mort de Pickering en 1919. Au cours de sa carrière, elle a découvert plus de 300 étoiles variables,.
En 1922, l'Union astronomique internationale adopte le système de classification développé par Annie Jump Cannon en tant que système officiel de classification selon le spectre stellaire. Par ailleurs, cette même année, l'astronome passe six mois à les spectres des étoiles de l'hémisphère Sud à Arequipa au Pérou.

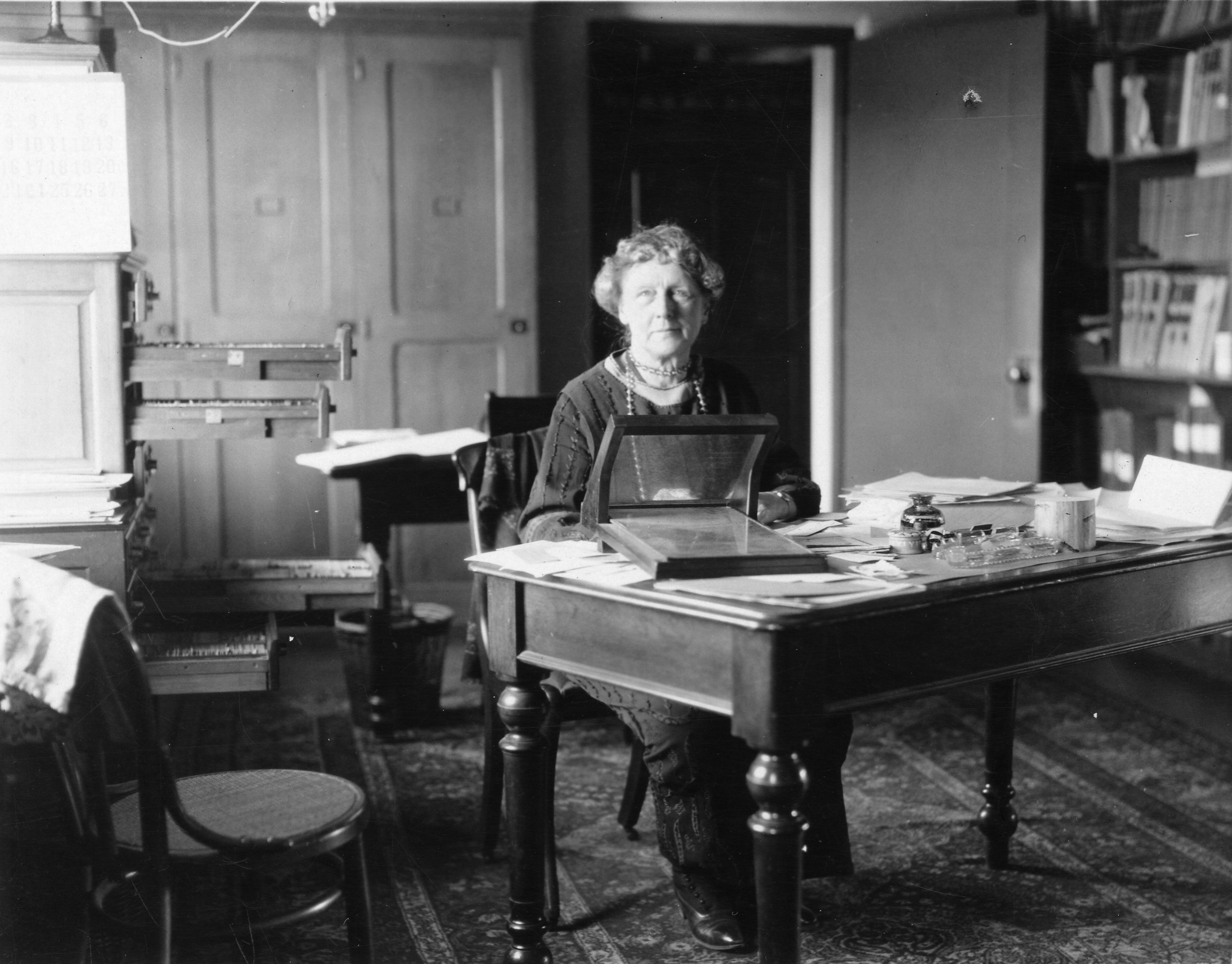
Annie Jump Cannon à son bureau à l'Observatoire de l'université Harvard.

Elle est la première femme à recevoir un titre de docteur en astronomie par l'université de Groningue (1921). En 1923, elle est élue l'une des douze plus importantes Américaines vivantes par la National League of Women Voters. L'université d'Oxford lui décerne un doctorat honorifique en 1925. En 1931, elle reçoit la médaille Henry-Draper de la National Academy of Sciences. Elle reçoit de nombreux autres prix dont, en 1932, le prix Ellen Richards, dont elle cède le montant à l'American Association of University Women pour permettre la création du prix d'astronomie Annie J. Cannon que l'association décerne chaque année à une femme commençant sa carrière en astronomie. Lors des discussions concernant l'élection éventuelle d'une femme à la National Academy of Sciences, le biologiste et statisticien Raymond Pearl argumente qu'en raison de sa surdité, Annie Jump Cannon ne peut pas recevoir son vote ; elle ne deviendra pas membre de cette académie et la première femme à y entrer le fera seulement en 1978.
Ce n'est cependant qu'en 1938 qu'elle obtient un poste permanent à l'observatoire de l'université Harvard, en tant qu'astronome et devient professeure d'astronomie, reprenant la chaire de l'astronome William Cranch Bond, qui a été le premier observateur astronomique de l'université. Elle prend sa retraite en 1940, mais poursuit activement ses travaux jusqu'à quelques semaines avant sa mort.
En 1925 puis 1949, est publiée son extension du catalogue Draper (Draper Catalogue Extension) en deux volumes et avec des milliers d'étoiles supplémentaires par rapport à la précédente édition,.

### Mort
Annie Jump Cannon meurt le 13 avril 1941 à Cambridge (Massachusetts).

## Œuvres photographiques
Ayant voyagé et fait des photographies durant plusieurs années,, Annie Jump Cannon a notamment publié des photos de l'Espagne.

## Travaux scientifiques
La photographie a bénéficié aux travaux scientifiques depuis la fin du XIXe siècle, notamment pour localiser les étoiles dans le ciel et mesurer leur luminosité ; elles ont été utilisées par les Harvard Computers dans leurs travaux.
À son entrée dans le laboratoire de l'Observatoire, Annie Cannon Jump affine le système de classification des étoiles, à l'instar de ses collègues calculatrices. Elle exécute aussi des observations — faisant ainsi partie des premières femmes à être autorisées à utiliser le télescope d'Harvard — et fait la découverte de 1 777 étoiles particulières.
Annie Jump Cannon a notamment développé et perfectionné un système de classification universel des étoiles (Harvard Classification Scheme for stars ou OBAFGKM star classification system), lié à leur température ; celui-ci qui est encore utilisé au XXIe siècle,. Elle a également compilé la plus grande quantité de données astronomiques rassemblées par une seule personne, ce qui apparaît dans le catalogue Henry Draper, qui consiste en un catalogue scientifique d'étoiles : celui-ci contient plus de 250 000 étoiles. Ses travaux concernant la classification des étoiles ont aussi permis de mieux définir des typologies parmi celles-ci.
Les travaux scientifiques d'Annie Jump Cannon ont fortement contribué à l'astronomie et l'ont placée comme scientifique de renom dans l'histoire des sciences.

## Engagement en faveur des femmes
Annie Jump Cannon plaide en faveur du droit de vote des femmes et elle fait partie du National Women’s Party,, qui soutient le suffrage féminin. Elle utilise sa propre profession comme appui, déclarant par exemple : « if women can organize the sky, we can organize the vote » (« si les femmes peuvent organiser le ciel, nous pouvons organiser le vote »).
Par ailleurs, annie Jump Cannon use aussi de sa notoriété afin d'ouvrir davantage la voie aux femmes en sciences. Elle est ainsi la première femmes ayant reçu un diplôme honorifique de l'Université d'Oxford (en 1925).

## Ouvrages et articles
- (en) 2nd Catalogue of variable stars, by Annie J. Cannon… , Annals of the astronomical Observatory of Harvard College. 55, 1, Cambridge (Massachusetts), the Observatory, 1907.
- (en) Maxima and minima of variable stars of long period, by Annie J. Cannon… , Annals of the astronomical observatory of Harvard College. Vol. LV, part II, Cambridge (Massachusetts), the Observatory, 1909. In-4°, paginé 99-291.
- (en) The Henry Draper memorial, by Annie J. Cannon, Harvard College Observatory, Cambridge (Massachussets), 17 avril 1915. Réimprimé par The Journal of the royal astronomical society of Canada, mai-juin 1915.
- (en) Mrs Henry Draper, Réimprimé à partir de « Science », N. S., vol. XLI, no 1054, pages 380-382, 12 mars 1915.
- (en) The Henry Draper catalogue 0h, 1h, 2h, and 3h, by Annie J. Cannon,… and Edward C. Pickering, Cambridge (Massachusetts), the Observatory, 1918. In-4°, IV-290 p.
- (en) The Henry Draper catalogue... by Annie J. Cannon,… and Edward C. Pickering,… volumes publiés par l'Observatoire de Cambridge (Massachusetts), entre 1918 et 1924.
- (en) The Henry Draper extension, by annie J. Cannon, Annals of Harvard College Observatory, vol. 100.
- (en) Harvard catalogue of long period variable stars, by Sidney D. Townley, Annie J. Cannon and Leon Campbell (préface de Harlow Shapley), Annals of the astronomical Observatory of Harvard College. Vol. 79, part 3, Cambridge (Massachusetts), the Observatory, 1928.

## Hommages et postérité
Dans l'histoire mondiale, Annie Jump Cannon est l'une des principales femmes astronomes. Ses travaux ont contribué de façon importante à l'astronomie,, notamment dans le champ de la classification spectrale des étoiles.

### Distinctions
- 1931 : médaille Henry-Draper de la National Academy of Sciences[7],[3],[1].
- 1932 : prix Ellen Richards (du nom d'Ellen Richards, chimiste américaine)[3].
- 1994 : cérémonie d'admission au National Women's Hall of Fame, musée consacré aux Américaines illustres[9].

### Diplômes honoraires et membre honoraire d'institutions
Dès 1914, Annie Jump Cannon est élue membre honoraire de la Royal Astronomical Society du Royaume-Uni.
Après 1920, elle reçoit quatre diplômes honorifiques d'universités américaines (Université du Delaware, Wellesley, Oglethorpe University, Mount Holyoke College) ainsi que deux d'universités d'autres pays (Université de Groningue aux Pays-Bas et Université d'Oxford au Royaume-Uni (1925,)). Elle est aussi la première femme à avoir obtenu ce type de distinction de la part de l'Université d'Oxford,.
Elle a aussi été la première femme officier de l'American Astronomical Society (Union américaine d'astronomie).

### Sciences
- Un cratère de la Lune porte son nom[5],[6].
- L'astéroïde (1120) Cannonia a été nommé en son honneur[5],[6].
- Le prix d'astronomie Annie J. Cannon a été créé par elle-même en 1933[19],[1], à partir de l'argent obtenu avec le prix Ellen Richards ; il était initialement prévu pour être décerné tous les deux ou trois ans[19]. Ce prix est remis par l'Union américaine d'astronomie (AAS) a été nommé en son honneur ; remis chaque année à une femme d'Amérique du Nord ayant le Ph.D. depuis moins de 5 ans, il récompense d'importantes contributions à l'astronomie ou à des disciplines apparentées et ayant une application à l'astronomie.
- Développé au XXIe siècle, l'algorithme nommé « Cannon » — en hommage à Annie Jump Cannon — utilise notamment les variations de luminosité de certaines étoiles afin d'explorer l'histoire de notre galaxie[20].